# Manuela Sáenz
Manuela Sáenz Aizpuru, soprannominata la "Libertadora del Libertador" (Quito, 27 dicembre 1797 – Paita, 23 novembre 1856), è stata una patriota ecuadoriana, nota per essere stata la compagna del comandante rivoluzionario sudamericano Simón Bolívar.
Manuela Sáenz è considerata un'eroina nella storia dell'indipendentismo ispanoamericano e la prima femminista dell'America Latina. Lo storico venezuelano Denzil Romero affermò che Sáenz "fu la donna più importante nella storia dell'America Latina" e che "ebbe maggior influenza politica di Evita Perón".

## Biografia
Manuela Sáenz nacque a Quito, figlia illegittima del nobile spagnolo Simón Sáenz Vergara (o Sáenz y Verega) e di Maria Joaquina Aizpuru, giovane donna ecuadoriana. Non è chiaro se la madre morì quando la diede alla luce o un paio d'anni dopo, comunque in seguito crebbe e studiò al Convento di Santa Caterina, sotto la tutela di suor Buenaventura. Nel 1815, a 17 anni, fuggì dal convento in circostanze poco chiare, probabilmente assieme a un giovane ufficiale, mentre due anni dopo il padre la spinse a un matrimonio di convenienza con il medico inglese James Thorne.
Manuela Saenz, che nella sua infanzia vide l'esecuzione di molti patrioti, iniziò a sviluppare un forte sentimento anti-spagnolo e un desiderio d'indipendenza.
Da adulta Manuela si impegnò nella causa rivoluzionaria, fornendo informazioni, distribuendo ordini e manifestando per i diritti delle donne. Dopo che si separò nel 1822 dal medico inglese, iniziò le campagne indipendentiste con Simon Bolivar, e fu sua compagna sentimentale fino alla morte del Libertador, avvenuta nel 1830. Per la sua lotta indipendentista, José de San Martín, dopo aver conquistato Lima il 28 luglio 1821, le concesse il titolo di Caballeresa de la Orden El Sol del Perú (Dama del Sole).
Nel 1821, a seguito della morte della zia materna, Manuela decise di tornare in Ecuador per reclamare la sua parte di eredità del nonno materno. Viaggiò con il fratellastro, allora ufficiale del battaglione Numancia, che era agli ordini del generale Antonio José de Sucre, che aveva ricevuto l'ordine da Bolívar di trasferirsi a Quito.
Nel 1823 Manuela accompagnò Bolívar in Perù e partecipò attivamente alle sue campagne, culminate con la liberazione di gran parte dell'America Latina dal dominio spagnolo. Successivamente i due si insediarono nella città di Santa Fé di Bogotà.
Il 25 settembre 1828 ci fu un attentato a Bolivar da parte dei suoi nemici, capeggiati dal generale Francisco de Paula Santander, che avevano pianificato di entrare quella notte stessa al Palazzo di San Carlos. La Saenz si accorse del loro arrivo e si interpose tra i ribelli e Bolivar, dando il tempo a quest'ultimo di fuggire. Per questo motivo lo stesso Bolivar la chiamò da quel momento Libertadora del Libertador. Santander, riconosciuto colpevole di tradimento, fu degradato, espulso e condannato a morte per fucilazione alle spalle, tuttavia in seguito gli venne risparmiata la vita e fu solamente bandito.
Nel 1830 la morte di Simón Bolívar gettò nello sconforto la Saenz. Nel 1834 Santander, il nemico di Bolivar che aveva tentato di assassinarlo 6 anni prima, la esiliò in Giamaica. L'anno successivo ritornò in Ecuador, tuttavia non riuscì a raggiungere la nativa Quito, poiché quando arrivò nei pressi di Guaranda il passaporto le fu revocato dall'allora presidente Vicente Rocafuerte. Decise così di insediarsi nel nord del Perù, a Paita, dove nel corso degli anni venne visitata da diversi illustri personaggi, tra i quali Giuseppe Garibaldi, Herman Melville, Ricardo Palma e Simón Rodríguez, che era stato l'insegnante di Simon Bolivar. 
Continuò a vivere a Paita fino alla morte, avvenuta all'età di 58 anni a causa di un'epidemia di difterite.

## Nella cultura di massa
La figura di Manuela Sáenz all'epoca risultava molto controversa. Secondo diversi storici sudamericani ciò avvenne perché la sua relazione con Bolìvar offuscò i suoi enormi meriti nelle guerre d'indipendenza contro il Regno di Spagna, così come il suo ruolo di difensore delle donne.
Fu severamente criticata da alcuni dei suoi contemporanei a causa del suo atteggiamento estroverso e provocatorio per la sua epoca e l'influenza politica che esercitò, venendo anche bandita. Ancora molti decenni dopo la sua morte, intellettuali e influenti storici omisero di menzionarla nelle loro opere sulla storia della campagna di liberazione, mentre altri si limitarono a una descrizione biografica romantica e ancor più umiliante, narrando leggende sessuali attorno alla sua figura. 
Solo verso la metà del XX secolo, grazie al revisionismo storico, iniziarono a comparire biografie e saggi dove si descriveva il suo ruolo di leader nelle campagne liberatorie di Colombia, Ecuador e Peru. Negli ultimi anni la Sáenz è diventata un'icona del femminismo latinoamericano e, nonostante continui ad avere qualche detrattore, la sua vita viene esaltata da scrittori e storici riconosciuti, come Alfonso Rumazo González, Germán Arciniegas, Alberto Miramón e Pablo Neruda.

### Argentina
Nel maggio 2010, durante una visita ufficiale, il presidente ecuadoriano Rafael Correa ha inaugurato a Buenos Aires un busto in bronzo donato dal suo governo, a nord della città, nel Parco Mujeres Argentinas nel settore di Puerto Madero.

### Colombia
A Bogotà si trova il museo "La Casa di Manuelita Saenz", nella casa dove visse dal 1828 al 1830, anno della morte del Liberatore. 
Nel sud di Bogotà, a Cali e nel comune di Dosquebradas, ci sono scuole o istituti scolastici che prendono il nome da Manuelita Saenz, considerata in Colombia come una delle grandi eroine dell'indipendenza.
Nel 2010 il sindaco di Bogotà, nel quadro della celebrazione del Bicentenario dell'Indipendenza della Repubblica di Colombia, programmò una serie di tributi alla Saenz inclusa una lettura delle sue lettere da parte di attrici colombiane, e una cerimonia dove una carovana proveniente dall'Ecuador si portava via i resti simbolici del suo corpo verso il Venezuela.

### Ecuador
Nel quartiere di San Marcos, ne centro storico di Quito, esiste un museo dedicato alla sua memoria, inaugurato nel 1994.
Nella capitale ecuadoriana c'è anche un suo piccolo busto nel parco La Alameda; una strada a nord della città porta il suo nome, così come una delle 8 Administraciones Zonales, esattamente quella del centro; inoltre, nel 2010, durante la cerimonia di commemorazione del 188º anniversario della Battaglia di Pichincha, un altro busto in suo onore è stato svelato nella Sala delle Armi del "Tempio della Patria".
Manuela Sáenz combatté nella battaglia di Pichincha al suo ritorno dal Perù e ricevette il grado di tenente degli ussari dell'esercito di liberazione. In seguito combatté nella Battaglia di Ayacucho sotto il comando del maresciallo Antonio José de Sucre, il quale suggerì a Bolívar la sua promozione a colonnello, un rango che gli fu effettivamente concesso. 
Il 22 maggio 2007, nel quadro della commemorazione della battaglia di Pichincha, il presidente ecuadoriano Rafael Correa concesse a Manuela Sáenz il grado di "generale d'onore della Repubblica dell'Ecuador".

### Venezuela
Il 5 luglio 2010, come parte della commemorazione del 199º anniversario della firma della legge sull'indipendenza venezuelana, una cassa contenente terra della città peruviana di Paita, dove fu sepolta Manuela Sáenz, arrivò al Pantheon Nazionale. Questi resti simbolici sono stati spostati da terre che attraversano Perù, Ecuador, Colombia e Venezuela fino ad arrivare a Caracas, dove riposano in un sarcofago progettato per questo scopo vicino all'altare principale, dove riposano i resti di Simón Bolívar. Inoltre, la Sáenz ottenne la promozione postuma a generale di divisione dell'Esercito nazionale bolivariano per la sua partecipazione alla guerra d'indipendenza, in un atto a cui presero parte i presidenti di Ecuador e Venezuela.
Nel 2013, il governo del Venezuela inaugurò un monumento a Manuela Sáenz di nome Rosa Roja de Paita, una scultura di 14 metri situata proprio accanto al Mausoleo di Simon Bolivar a Caracas.
Una delle petroliere della compagnia PDVSA prende il suo nome.

### Arte
Manuela Saenz è stato uno dei personaggi più rappresentati dell'indipendenza latinoamericana; dalla fine del XX secolo sono stati scritti diversi libri su di lei, e la sua vita è stata portata al cinema nel 2001 e ha ispirato serie e serie televisive per la televisione e il teatro.
In El general en su laberinto di Gabriel García Márquez è protagonista in una storia che descrive gli ultimi giorni di Simón Bolívar, così come in un libro di Pablo Neruda del 1962, La insepulta de Paita: elegía dedicada a la memoria de Manuela Sáenz, amante de Simón Bolívar, così come diversi altri, compreso Manuela del 1999, in inglese, di Gregory Kauffman.
Manuela Sáenz è invece un film del 2000 del regista venezuelano Diego Rísquez, che vide Beatriz Valdés nel ruolo di Manuelita. In campo televisivo tra il 1978 e il 1979 andò in onda Manuelita Sáenz, mentre numerose sono state le rappresentazioni su di lei, andate in scena soprattutto a Caracas, Bogotà e Quito.

## Museo Manuela Sáenz
- "Museo Manuela Sáenz", su wcities.com. URL consultato il 23 luglio 2009 (archiviato dall'url originale il 6 aprile 2009).
  - Barrio San Marcos, Centro Histórico, Quito, Ecuador
  - Il museo contiene la sua storia, quadri, stampe ed i suoi effetti personali.